# Association of Tennis Professionals
Az Association of Tennis Professionals (ATP) 1972-ben alakult meg a profi férfi teniszezők érdekeinek képviseletére (női teniszezőknél ez a WTA). 1990-ben ez a társaság vált az év férfi tenisztornáinak (ATP World Tour) szervezőjévé.
Az ATP World Tour jelenleg a következő tornákat foglalja magába (zárójelben a rendező szervezet):
1. Grand Slam-tornák (ITF)
2. ATP World Tour Finals (az ITF és az ATP közösen rendezik)
3. ATP Masters 1000-es tornák (ATP)
4. ATP 500-as tornák (ATP)
5. ATP 250-es tornák (ATP)
6. Challenger-tornák (ATP)
7. Futures-tornák (ITF)

## A világranglista (ATP Rankings)
Egy teniszező világranglista-helyezése mindig az utolsó 52 héten nyújtott eredményeinek függvénye. A világranglista tehát nem csak az adott év eredményeit veszi számításba, év végén nem törlődnek az előző évi pontok, mint az ATP Race-ben. Az ATP Rankings célja elsősorban az, hogy meghatározza a tenisztornákon a kvalifikációkat és a kiemeléseket, mivel ezeknél nem lenne célszerű csak az adott év eredményeit számításba venni. Az ATP Race és az ATP Rankings legjobbjai tehát nem feltétlenül egyeznek meg, főleg a naptári év elején: lehetséges, hogy egy feltörekvő játékos vezeti az ATP Race-et, de az utolsó 52 hét eredményei alapján ez még nem mutatkozik meg ilyen látványosan a világranglista-helyezésekben. A világranglista-pontba beleszámít a 4 Grand Slam-, a 9 Masters- és az évzáró tornán elért pontszám, valamint az öt legjobb eredmény egyéb tornákról.

### A jelenlegi világranglista
| ATP-ranglista (2021. március 8.) | ATP-ranglista (2021. március 8.) | ATP-ranglista (2021. március 8.) | ATP-ranglista (2021. március 8.) | ATP-ranglista (2021. március 8.) |
| H.                               | Vált.                            | Név                              | Ország                           | Pontszám                         |
| -------------------------------- | -------------------------------- | -------------------------------- | -------------------------------- | -------------------------------- |
| 1                                | Állandó                          | Novak Đoković                    | Szerbia                          | 12030                            |
| 2                                | Állandó                          | Rafael Nadal                     | Spanyolország                    | 9850                             |
| 3                                | Állandó                          | Danyiil Medvegyev                | Oroszország                      | 9735                             |
| 4                                | Állandó                          | Dominic Thiem                    | Ausztria                         | 9125                             |
| 5                                | 1                                | Sztéfanosz Cicipász              | Görögország                      | 6660                             |
| 6                                | 1                                | Roger Federer                    | Svájc                            | 6630                             |
| 7                                | Állandó                          | Alexander Zverev                 | Németország                      | 5615                             |
| 8                                | Állandó                          | Andrej Rubljov                   | Oroszország                      | 5019                             |
| 9                                | Állandó                          | Diego Schwartzman                | Argentína                        | 3640                             |
| 10                               | Állandó                          | Matteo Berettini                 | Olaszország                      | 3480                             |
| 11                               | Állandó                          | Denis Shapovalov                 | Kanada                           | 2910                             |
| 12                               | Állandó                          | Gaël Monfils                     | Franciaország                    | 2860                             |
| 13                               | Állandó                          | Robredo Bautista Agut            | Spanyolország                    | 2770                             |
| 14                               | Állandó                          | David Goffin                     | Belgium                          | 2760                             |
| 15                               | Állandó                          | Miloš Raonić                     | Szerbia                          | 2630                             |
| 16                               | Állandó                          | Pablo Carreño Busta              | Spanyolország                    | 2585                             |
| 17                               | Állandó                          | Grigor Dimitrov                  | Bulgária                         | 2575                             |
| 18                               | Állandó                          | Fabio Fognini                    | Olaszország                      | 2535                             |
| 19                               | Állandó                          | Felix Auger-Aliassime            | Kanada                           | 2516                             |
| 20                               | Állandó                          | Stanislas Wawrinka               | Svájc                            | 2365                             |
| 21                               | Állandó                          | Karen Hacsanov                   | Oroszország                      | 2290                             |
| 22                               | Állandó                          | Cristian Garín                   | Chile                            | 2180                             |
| 23                               | Állandó                          | Alex de Minaur                   | Ausztrália                       | 2155                             |
| 24                               | 2                                | Borna Ćorić                      | Horvátország                     | 2025                             |
| 25                               | 1                                | Casper Ruud                      | Norvégia                         | 1909                             |
| 26                               | 1                                | John Isner                       | Amerikai Egyesült Államok        | 1895                             |
| 27                               | Állandó                          | Dušan Lajović                    | Szerbia                          | 1875                             |
| 28                               | Állandó                          | Daniel Evans                     | Egyesült Királyság               | 1794                             |
| 29                               | Állandó                          | Benoît Paire                     | Franciaország                    | 1738                             |
| 30                               | Állandó                          | Hubert Hurkacz                   | Lengyelország                    | 1735                             |
| Frissítés                        |                                  |                                  |                                  |                                  |

### Pontok elosztása 2009-től
| Torna típusa                | Összdíjazás | Gy        | D                                                                                                  | ED                                                                                                 | 1/4D                                                                                               | 1/8D                                                                                               | 3k                                                                                                 | 2k                                                                                                 | 1k                                                                                                 | Kvalifikáció                                                                                       | Kvalifikáció                                                                                       | Kvalifikáció                                                                                       |
| Torna típusa                | Összdíjazás | Gy        | D                                                                                                  | ED                                                                                                 | 1/4D                                                                                               | 1/8D                                                                                               | 3k                                                                                                 | 2k                                                                                                 | 1k                                                                                                 | Q                                                                                                  | q2                                                                                                 | q1                                                                                                 |
| --------------------------- | ----------- | --------- | -------------------------------------------------------------------------------------------------- | -------------------------------------------------------------------------------------------------- | -------------------------------------------------------------------------------------------------- | -------------------------------------------------------------------------------------------------- | -------------------------------------------------------------------------------------------------- | -------------------------------------------------------------------------------------------------- | -------------------------------------------------------------------------------------------------- | -------------------------------------------------------------------------------------------------- | -------------------------------------------------------------------------------------------------- | -------------------------------------------------------------------------------------------------- |
| Grand Slam                  |             | 2000      | 1200                                                                                               | 720                                                                                                | 360                                                                                                | 180                                                                                                | 90                                                                                                 | 45                                                                                                 | 10                                                                                                 | 25                                                                                                 | 14                                                                                                 | 8                                                                                                  |
| ATP World Tour Masters 1000 |             | 1000      | 600                                                                                                | 360                                                                                                | 180                                                                                                | 90                                                                                                 | 45                                                                                                 | 10 (25)                                                                                            | (10)                                                                                               | 25 (12)                                                                                            | 14 (7)                                                                                             | |
| ATP World Tour 500 Series   |             | 500       | 300                                                                                                | 180                                                                                                | 90                                                                                                 | 45                                                                                                 | (20)                                                                                               | | | 20 (10)                                                                                            | 10 (4)                                                                                             | |
| ATP World Tour 250 Series   |             | 250       | 150                                                                                                | 90                                                                                                 | 45                                                                                                 | 20                                                                                                 | (5)                                                                                                | | | 12 (5)                                                                                             | | |
| Challenger                  | $150,000 +H | 125       | 75                                                                                                 | 45                                                                                                 | 25                                                                                                 | 10                                                                                                 | | | | 5                                                                                                  | | |
| Challenger                  | $150,000    | 110       | 65                                                                                                 | 40                                                                                                 | 20                                                                                                 | 9                                                                                                  | | | | 5                                                                                                  | | |
| Challenger                  | $125,000    | 100       | 60                                                                                                 | 35                                                                                                 | 18                                                                                                 | 8                                                                                                  | | | | 5                                                                                                  | | |
| Challenger                  | $100,000    | 90        | 55                                                                                                 | 33                                                                                                 | 17                                                                                                 | 8                                                                                                  | | | | 5                                                                                                  | | |
| Challenger                  | $75,000     | 80        | 48                                                                                                 | 29                                                                                                 | 15                                                                                                 | 6                                                                                                  | | | | 5                                                                                                  | | |
| Challenger                  | $50,000     | 75        | 45                                                                                                 | 27                                                                                                 | 13                                                                                                 | 5                                                                                                  | | | | 3                                                                                                  | | |
| Challenger                  | $35,000 +H  | 75        | 45                                                                                                 | 27                                                                                                 | 13                                                                                                 | 5                                                                                                  | | | | 3                                                                                                  | | |
| Futures                     | $15,000 +H  | 33        | 19                                                                                                 | 9                                                                                                  | 4                                                                                                  | 1                                                                                                  | | | | | | |
| Futures                     | $15,000     | 25        | 14                                                                                                 | 7                                                                                                  | 3                                                                                                  | 1                                                                                                  | | | | | | |
| Futures                     | $10,000     | 17        | 9                                                                                                  | 5                                                                                                  | 2                                                                                                  | 1                                                                                                  | | | | | | |
| ATP World Tour Finals       |             | max. 1500 | 200 minden egyes csoportmeccs megnyeréséért (3 meccs) +400 az elődöntő, +500 a döntő megnyeréséért | 200 minden egyes csoportmeccs megnyeréséért (3 meccs) +400 az elődöntő, +500 a döntő megnyeréséért | 200 minden egyes csoportmeccs megnyeréséért (3 meccs) +400 az elődöntő, +500 a döntő megnyeréséért | 200 minden egyes csoportmeccs megnyeréséért (3 meccs) +400 az elődöntő, +500 a döntő megnyeréséért | 200 minden egyes csoportmeccs megnyeréséért (3 meccs) +400 az elődöntő, +500 a döntő megnyeréséért | 200 minden egyes csoportmeccs megnyeréséért (3 meccs) +400 az elődöntő, +500 a döntő megnyeréséért | 200 minden egyes csoportmeccs megnyeréséért (3 meccs) +400 az elődöntő, +500 a döntő megnyeréséért | 200 minden egyes csoportmeccs megnyeréséért (3 meccs) +400 az elődöntő, +500 a döntő megnyeréséért | 200 minden egyes csoportmeccs megnyeréséért (3 meccs) +400 az elődöntő, +500 a döntő megnyeréséért | 200 minden egyes csoportmeccs megnyeréséért (3 meccs) +400 az elődöntő, +500 a döntő megnyeréséért |

## ATP Race
Az ATP Race egy 1 évre érvényes rangsor. Az év elején minden teniszezőnek 0 pontja van, függetlenül az előző éves teljesítményétől. Aki év végén az élen végez, az a világelső. Pontokat a különböző tornákon nyújtott teljesítményekért lehet kapni, 18 torna számít: a Grand Slam-tornák (4), a Masters tornák (9) és a versenyző 5 legjobb helyezése International Series tornákon. A Tennis Masters Cup mint 19. tenisztorna szintén beleszámít azoknak a játékosoknak a pontjába, akik részt vehetnek rajta. A rendszert a 2009-es évtől már nem használják.

### Pontok elosztása
| Torna típusa              | Összdíjazás | Ny  | D | 1/2d | 1/4d | R16 | R32 | R64 | R128 | Plusz kvalifikációs pont |
| ------------------------- | ----------- | --- | --- | --- | --- | --- | --- | --- | --- | --- |
| Grand Slam-torna          |             | 200 | 140 | 90 | 50 | 30 | 15 | 7 | 1 | 3 |
| ATP Masters Series        |             | 100 | 70 | 45 | 25 | 15 | 7 | 1(3) | (1) | 3* |
| International Series Gold | $1 000      | 60  | 42 | 27 | 15 | 5 | 3 | 1 | | 2* |
| International Series Gold | $800,000    | 50  | 35 | 22 | 12 | 5 | 3 | 1 | | 2* |
| International Series      | $1 000      | 50  | 35 | 22 | 12 | 5 | 3 | 1 | | 2* |
| International Series      | $800,000    | 45  | 31 | 20 | 11 | 4 | 2 | 1 | | 2* |
| International Series      | $600,000    | 40  | 28 | 18 | 10 | 3 | 1 | | | 1 |
| International Series      | $400,000    | 35  | 24 | 15 | 8 | 3 | 1 | | | 1 |
| Tennis Masters Cup        |             | 150 | ha veretlenül győz (20 pont minden round robin meccs után, +40 pont az elődöntő megnyeréséért, +50 pont a döntő megnyeréséért) | ha veretlenül győz (20 pont minden round robin meccs után, +40 pont az elődöntő megnyeréséért, +50 pont a döntő megnyeréséért) | ha veretlenül győz (20 pont minden round robin meccs után, +40 pont az elődöntő megnyeréséért, +50 pont a döntő megnyeréséért) | ha veretlenül győz (20 pont minden round robin meccs után, +40 pont az elődöntő megnyeréséért, +50 pont a döntő megnyeréséért) | ha veretlenül győz (20 pont minden round robin meccs után, +40 pont az elődöntő megnyeréséért, +50 pont a döntő megnyeréséért) | ha veretlenül győz (20 pont minden round robin meccs után, +40 pont az elődöntő megnyeréséért, +50 pont a döntő megnyeréséért) | ha veretlenül győz (20 pont minden round robin meccs után, +40 pont az elődöntő megnyeréséért, +50 pont a döntő megnyeréséért) | ha veretlenül győz (20 pont minden round robin meccs után, +40 pont az elődöntő megnyeréséért, +50 pont a döntő megnyeréséért) |

(*) csak 1 pont, ha a főtábla 32-nél (International Series) vagy 64-nél nagyobb (ATP Masters Series)

### Az ATP Race győztesei
| Év   | Győztes            | Pontjai |
| ---- | ------------------ | ------- |
| 2000 | Gustavo Kuerten    | 839     |
| 2001 | Lleyton Hewitt     | 897     |
| 2002 | Lleyton Hewitt (2) | 873     |
| 2003 | Andy Roddick       | 907     |
| 2004 | Roger Federer      | 1,267   |
| 2005 | Roger Federer (2)  | 1,345   |
| 2006 | Roger Federer (3)  | 1,674   |
| 2007 | Roger Federer (4)  | 1,436   |
| 2008 | Rafael Nadal       | 1,335   |
| 2009 | Roger Federer (5)  | 1,055   |

### Világelsők
Akik az ATP Rankings bevezetése óta (1973) elérték a világelsőséget:
| #  | Teniszező                        | Nemzetiség  | Dátum**              | Összes hét |
| -- | -------------------------------- | ----------- | -------------------- | ---------- |
| 1  | Ilie Năstase                     | román       | 1973. augusztus 23.  | 40         |
| 2  | John Newcombe                    | ausztrál    | 1974. június 3.      | 8          |
| 3  | Jimmy Connors                    | amerikai    | 1974. július 29.     | 268        |
| 4  | Björn Borg                       | svéd        | 1977. augusztus 23.  | 109        |
| 5  | John McEnroe                     | amerikai    | 1980. március 3.     | 170        |
| 6  | Ivan Lendl                       | csehszlovák | 1983. február 28.    | 270        |
| 7  | Mats Wilander                    | svéd        | 1988. szeptember 12. | 20         |
| 8  | Stefan Edberg                    | svéd        | 1990. augusztus 13.  | 72         |
| 9  | Boris Becker                     | német       | 1991. január 28.     | 12         |
| 10 | Jim Courier                      | amerikai    | 1992. február 10.    | 58         |
| 11 | Pete Sampras                     | amerikai    | 1993. április 12.    | 286        |
| 12 | Andre Agassi                     | amerikai    | 1995. április 10.    | 101        |
| 13 | Thomas Muster                    | osztrák     | 1996. február 12.    | 6          |
| 14 | Marcelo Ríos                     | chílei      | 1998. március 30.    | 6          |
| 15 | Carlos Moyà                      | spanyol     | 1999. március 15.    | 2          |
| 16 | Jevgenyij Kafelnyikov            | orosz       | 1999. május 3.       | 6          |
| 17 | Patrick Rafter                   | ausztrál    | 1999. július 26.     | 1          |
| 18 | Marat Szafin                     | orosz       | 2000. november 20.   | 9          |
| 19 | Gustavo Kuerten                  | brazil      | 2000. december 4.    | 43         |
| 20 | Lleyton Hewitt                   | ausztrál    | 2001. november 19.   | 80         |
| 21 | Juan Carlos Ferrero              | spanyol     | 2003. szeptember 8.  | 8          |
| 22 | Andy Roddick                     | amerikai    | 2003. november 3.    | 13         |
| 23 | Roger Federer                    | svájci      | 2004. február 2.     | 303        |
| 24 | Rafael Nadal jelenlegi világelső | spanyol     | 2008. augusztus 18.  | 141        |
| 25 | Novak Đoković                    | szerb       | 2011. július 4.      | 223        |
| 26 | Andy Murray                      | brit        | 2016. november 7.    | 41         |

**A versenyző először lett világelső.

### Világelsők év végén (1973 óta)
| Év   | Teniszező (+ páros) | Év   | Teniszező (+ páros)                                  | Év   | Teniszező (+ páros)                             |
| ---- | ------------------- | ---- | ---------------------------------------------------- | ---- | ----------------------------------------------- |
| 1973 | Ilie Năstase (1.)   | 1988 | Mats Wilander (6.)                                   | 2003 | Andy Roddick (13.) Bob Bryan/Mike Bryan         |
| 1974 | Jimmy Connors (2.)  | 1989 | Ivan Lendl                                           | 2004 | Roger Federer (14.) Mark Knowles/Daniel Nestor  |
| 1975 | Jimmy Connors       | 1990 | Stefan Edberg (7.)                                   | 2005 | Roger Federer Bob Bryan/Mike Bryan              |
| 1976 | Jimmy Connors       | 1991 | Stefan Edberg                                        | 2006 | Roger Federer Bob Bryan/Mike Bryan              |
| 1977 | Jimmy Connors       | 1992 | Jim Courier (8.) Todd Woodbridge/Mark Woodforde      | 2007 | Roger Federer Bob Bryan/Mike Bryan              |
| 1978 | Jimmy Connors       | 1993 | Pete Sampras (9.) Grant Connell/Patrick Galbraith    | 2008 | Rafael Nadal (15.) Daniel Nestor/Nenad Zimonjic |
| 1979 | Björn Borg (3.)     | 1994 | Pete Sampras Jacco Eltingh/Paul Haarhuis             | 2009 | Roger Federer Bob Bryan/Mike Bryan              |
| 1980 | Björn Borg          | 1995 | Pete Sampras Todd Woodbridge/Mark Woodforde          | 2010 | Rafael Nadal Bob Bryan/Mike Bryan               |
| 1981 | John McEnroe (4.)   | 1996 | Pete Sampras Todd Woodbridge/Mark Woodforde          | 2011 | Novak Đoković (16.) Bob Bryan/Mike Bryan        |
| 1982 | John McEnroe        | 1997 | Pete Sampras Todd Woodbridge/Mark Woodforde          | 2012 | Novak Đoković Bob Bryan/Mike Bryan              |
| 1983 | John McEnroe        | 1998 | Pete Sampras Jacco Eltingh/Paul Haarhuis             | 2013 | Rafael Nadal Bob Bryan/Mike Bryan               |
| 1984 | John McEnroe        | 1999 | Andre Agassi (10.) Mahes Bhúpati/Lijendar Pedzs      | 2014 | Novak Đoković Bob Bryan/Mike Bryan              |
| 1985 | Ivan Lendl (5.)     | 2000 | Gustavo Kuerten (11.) Todd Woodbridge/Mark Woodforde | 2015 | Novak Đoković Jean-Julien Rojer/Horia Tecau     |
| 1986 | Ivan Lendl          | 2001 | Lleyton Hewitt (12.) Jonas Björkman/Todd Woodbridge  | 2016 | Andy Murray (17.) Jamie Murray/Bruno Soares     |
| 1987 | Ivan Lendl          | 2002 | Lleyton Hewitt Mark Knowles/Daniel Nestor            | 2017 | Rafael Nadal Marcelo Melo/Lukasz Kubot          |

## ATP World Tour díjak
Évente kiosztásra kerülő díjak, amelyet az ATP az adott évben nyújtott teljesítmény, játékosok és szurkolók szavazatai alapján ítélnek oda.

### Kategóriák
- Év játékosa díj
- Év párosa díj
- Legtöbbet fejlődő játékos díj
- Év felfedezettje díj
- Év visszatérő játékosa díj
- ATPWorldTour.com Szurkolók kedvence díj
- Stefan Edberg legsportszerűbb játékos díj
- Arthur Ashe az év humanitáriusa díj
- Év tornája díj

## ATP-rekordok

### Grand Slam-tornák
|    | Teniszező     | GS-cím |
| -- | ------------- | ------ |
| 1. | Roger Federer | 20     |
| 2. | Rafael Nadal  | 17     |
| 3. | Pete Sampras  | 14     |
| 4. | Roy Emerson   | 12     |
| 4. | Novak Đoković | 12     |
| 6. | Björn Borg    | 11     |
| 6. | Rod Laver     | 11     |
| 8. | Bill Tilden   | 10     |
| 9. | Andre Agassi  | 8      |
| 9. | Jimmy Connors | 8      |
| 9. | Ivan Lendl    | 8      |
| 9. | Fred Perry    | 8      |
| 9. | Ken Rosewall  | 8      |

|    | Teniszező     | GS-döntő |
| -- | ------------- | -------- |
| 1. | Roger Federer | 30       |
| 2. | Rafael Nadal  | 23       |
| 3. | Novak Đoković | 21       |
| 4. | Ivan Lendl    | 19       |
| 5. | Pete Sampras  | 18       |
| 6. | Rod Laver     | 17       |
| 7. | Ken Rosewall  | 16       |
| 7. | Björn Borg    | 16       |
| 9. | Bill Tilden   | 15       |
| 9. | Roy Emerson   | 15       |
| 9. | Jimmy Connors | 15       |
| 9. | Andre Agassi  | 15       |

|     | Teniszező     | Nyert meccsek |
| --- | ------------- | ------------- |
| 1.  | Roger Federer | 332           |
| 2.  | Novak Đoković | 240           |
| 3.  | Jimmy Connors | 233           |
| 4.  | Rafael Nadal  | 230           |
| 5.  | Andre Agassi  | 224           |
| 6.  | Ivan Lendl    | 222           |
| 7.  | Pete Sampras  | 203           |
| 8.  | Stefan Edberg | 178           |
| 9.  | Roy Emerson   | 174           |
| 10. | John McEnroe  | 167           |
| 11. | Boris Becker  | 163           |
| 12. | Ken Rosewall  | 159           |

|     | Teniszező     | Nyerő % | Nyert / vesztett |
| --- | ------------- | ------- | ---------------- |
| 1.  | Björn Borg    | .898    | 141-16           |
| 2.  | Rafael Nadal  | .871    | 230-34           |
| 3.  | Roger Federer | .865    | 332-52           |
| 4.  | Novak Đoković | .857    | 240-40           |
| 5.  | Rod Laver     | .843    | 129-24           |
| 6.  | Pete Sampras  | .842    | 203-38           |
| 7.  | Ken Rosewall  | .837    | 159-31           |
| 8.  | Jimmy Connors | .826    | 233-49           |
| 9.  | Ivan Lendl    | .819    | 222-49           |
| 10. | Roy Emerson   | .817    | 174-39           |
| 11. | John McEnroe  | .815    | 167-38           |

- Legfiatalabb 10-szeres Grand Slam-győztes:

Björn Borg (24 év, 29 nap), Roger Federer (25 év, 173 nap), Pete Sampras (25 év, 328 nap)
- Megcsinálták a Grand Slamet:

Don Budge (1938), Rod Laver (1962, 1969)
- Megcsinálták a karrier-Grand Slamet:

Andre Agassi, Don Budge, Roy Emerson, Rod Laver, Fred Perry, Roger Federer, Rafael Nadal
- Megcsinálták a karrier "Golden Slam"-et (mind a négy GS-torna + olimpiai aranyérem):

Andre Agassi, Rafael Nadal
- Azok a teniszezők, akik egy naptári éven belül mind a négy GS-tornán döntőbe jutottak:

Donald Budge (1938), Frank Sedgman (1952), Lewis Hoad (1956), Rod Laver (1962, 1969), Roger Federer (2006, 2007,2009)
- Azok a teniszezők, akik három egymást követő Grand Slam-tornán győzni tudtak (open era):

Pete Sampras (1993-94), Roger Federer (2005-06), (2006-07)
- Azok a teniszezők, akik egy naptári évben három Grand Slam-tornát megnyertek:

Roger Federer (2004, 2006, 2007), Mats Wilander (1988), Jimmy Connors (1974), Rod Laver (1962, 1969), Roy Emerson (1964), Ashley Cooper (1958), Lewis Hoad (1956), Tony Trabert (1955), Don Budge (1938)

Csak Roger Federer volt képes háromszor megtenni ezt.
- Sorozatban a legtöbb Grand Slam-tornát nyerte:

Don Budge: 6 (1937-38)
- Sorozatban a legtöbb Grand Slam-döntőbe jutott be:

Roger Federer 10 (2005-2007), Jack Crawford 7 (1933-1934), Don Budge 6 (1937-38), Rod Laver 6 (1961-62), Fred Perry 5 (1934-35), Fred Stolle 5 (1964-65)
- Sorozatban a legtöbb Grand Slam-elődöntőbe jutott be (open era):

Roger Federer 23 (2004-2010), Ivan Lendl 10 (1985-88)
- Sorozatban a legtöbb játszmát nyerte Grand Slam-tornákon:

Roger Federer 36 (2006-2007), John McEnroe 35 (1984), Björn Borg 28 (1980)
- A leghosszabb idő, amikor a teniszező minden évben nyert legalább egy Grand Slam-tornát:

Rafael Nadal 10 év (2005-2014), Pete Sampras 8 év (1993-2000), Björn Borg 8 év (1974-81), Roger Federer 8 év (2003-2010).

## Hivatalos oldal
www.atptennis.com